# Dicranomyia (Neoglochina) capnora
Dicranomyia (Neoglochina) capnora is een tweevleugelige uit de familie steltmuggen (Limoniidae). De soort komt voor in het Neotropisch gebied.